# Lamingtal-Schleppbahn
| Lamingtal-Schleppbahn    | Lamingtal-Schleppbahn   |
| ------------------------ | ----------------------- |
| Streckenlänge:           | 15,4 km                 |
| Spurweite:               | 760 mm (Bosnische Spur) |
| Maximale Neigung:        | 33 ‰                    |
| Minimaler Radius:        | 50 m                    |
| Streckengeschwindigkeit: | 15 km/h                 |
|                          |                         |

Die Lamingtal-Schleppbahn war eine 15,4 km lange Schleppbahn in Bosnischer Spurweite und führte von Bruck an der Mur durch das Tal der Laming in der Steiermark. Sie diente als Anschlussbahn mehrheitlich dem Verkehr eines Magnesitwerkes in Oberdorf a. d. Laming.

## Geschichte

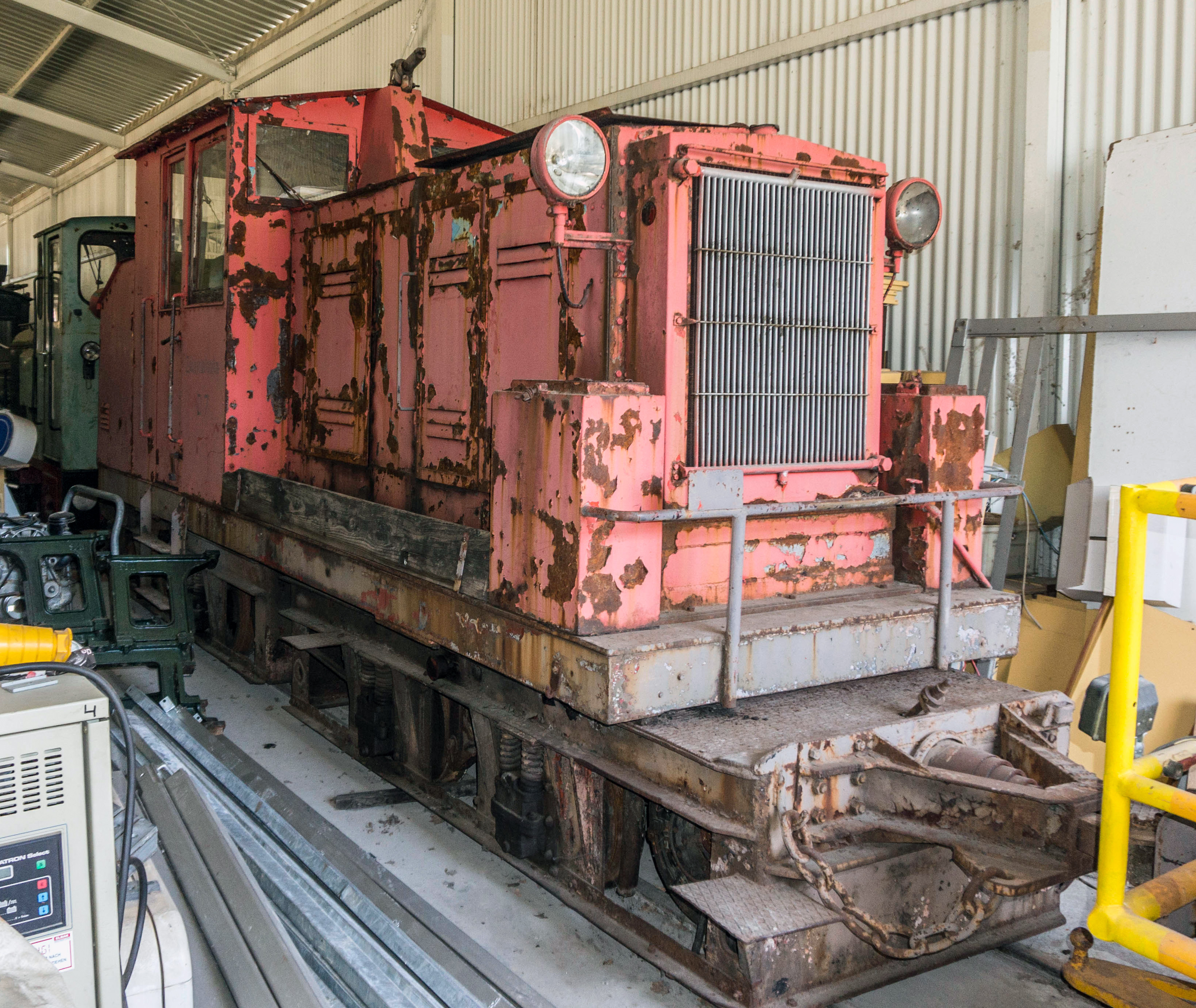
Ehemalige Diesellok M2 im Eisenbahnmuseum Schwechat (2020)

Magnesit wird in der Obersteiermark seit dem 19. Jahrhundert in größerem Stil abgebaut. Bereits zu Zeiten der Donaumonarchie wurde im oberen Lamingtal Magnesit abgebaut und mit Pferdefuhrwerken nach Bruck zur Verladung auf die Südbahn gebracht. Am 16. November 1918 suchte die damalige Eigentümerin des Bergbaus, die Oberdorfer Magnesitwerke G.m.b.H. beim Verkehrs-Ministerium um die Genehmigung zum Bau einer eingleisigen Industriebahn mit Lokomotivbetrieb von Oberdorf nach Bruck an der Mur an. Hauptzweck der in Bosnischer Spurweite zu errichtenden Bahn war neben dem Abtransport des gebrannten Magnesits die Anlieferung der für den Betrieb der Schachtöfen notwendigen Kohle. Das von Orenstein & Koppel ausgearbeitete Bahnprojekt wurde am 8. Jänner 1919 genehmigt und von 8. bis 10. April 1919 kommissioniert. Nach Anrainerprotesten musste der Streckenabschnitt bis Kilometer 3,6 abgeändert und auf die rechte Seite der Laming verlegt werden. Noch im selben Jahr begann O&K mit dem Bahnbau, der ohne Probleme vonstattenging. Am 10. März 1920 erreichte die erste Baulok mit Schotterwagen den Ort St. Katharein, am 20. April wurde mit dem ersten Kohlenzug bis Oberdorf der Betrieb aufgenommen. 1921 ging die noch nicht abgenommene Bahn in den Besitz der eigens gegründeten Lamingtal-Schleppbahn Genossenschaft über, die wiederum zu 90 % im Eigentum der Steirischen Magnesit-Industrie AG stand.
Die Bahn erfüllte ihren Zweck in den folgenden Jahrzehnten anstandslos, neben dem Transport von Magnesit und Kohle wurden auch Holzprodukte sowie Talkum aus dem Werk der an der Schleppbahn-Genossenschaft beteiligten Österreichischen Talkumindustrie in St. Katharein transportiert. Personenverkehr gab es auf der Lamingtal-Schleppbahn hingegen nie.
Um die Kosten des Dampfbetriebes zu senken, wurde 1929 die erste Motorlokomotive System Gebus bei der Simmeringer Waggonfabrik angeschafft. Die vierachsige Lok bewährte sich, so dass 1939 eine weitere (stärkere) Lokomotive folgte. Während des Zweiten Weltkriegs verkehrte die Bahn als Transportmittel eines für die Rüstungsindustrie wichtigen Rohstoffes weiter, die beiden vorhandenen Motorloks erhielten weiterhin Treibstoff zugeteilt bzw. wurden auf den Betrieb mit Flüssiggas umgerüstet.
Bis in die zweite Hälfte der 1950er Jahre konnte die Bahn noch gewinnbringend betrieben werden, allerdings erwies sich der personalintensive Betrieb mit handgebremsten Zügen bald als Manko. Noch im letzten Betriebsjahr 1958 wurden monatlich rund 4.000 Tonnen an Fracht befördert. Die manuelle Umladung in Bruck verteuerte jedoch die Transportkosten zusätzlich, so dass die Bahn trotz kurz vorher getätigter Investitionen in den Oberbau mit 30. September 1958 eingestellt wurde. Den Transport von Magnesit und Kohle übernahmen danach LKW.
Am 2. Dezember 1959 wurde vom Bundesministerium der Abrissbescheid für die Strecke erteilt. Die Fahrzeuge, Schienen, Brücken und Telefonanlage wurden zunächst für ca. 1,5 Millionen Schilling zum Gesamtverkauf angeboten, der allerdings nicht zustande kam. Die Diesellokomotiven wurden schließlich an die Zillertalbahn verkauft, während die Dampflokomotive sowie die Trucks und das Gleismaterial an einen Schrotthändler gingen. Die Hochbordwagen wurden an die Zillertalbahn (4 Stück), die Zellstofffabrik Rechberg (4 Stk.) und die Lokalbahn Payerbach – Hirschwang (20 Stk.) abgegeben. Die Schleppbahn-Genossenschaft ging 1961 in Liquidation.

## Streckenführung
Die Bahnstrecke nahm ihren Ausgangspunkt in einem eigenen Umladebahnhof in Bruck an der Mur, der über eine gemeinsam mit Mürztaler Papierfabrik (heute Norske Skog) genutzte normalspurige Anschlussbahn (in gemeinsamen genossenschaftlichen Besitz) an den Güterbahnhof der Südbahn angeschlossen war. Im Umladebahnhof der Schleppbahn befand sich das betriebliche Zentrum mit einem Wohn-, Büro- und Werkstättengebäude sowie einem Heizhaus mit eigenen Diesellokschuppen.
Die Bahnstrecke folgte nach Verlassen des Bahnhofs ein Stück der Mürz, bog dann Richtung Nordwesten ab und kreuzte im Streckenkilometer 0,5 die Bundesstraße B 116. In diesem Bereich gibt es noch heute eine auf der ehemaligen Bahntrasse verlaufende „Schleppbahngasse“. Nach Durchqueren des sogenannten Lamingfeldes bzw. der „Tragösser Siedlung“ mit einer 900 m langen Geraden erreichte die Strecke die Laming und folgte Tal und Flusslauf bis zum Streckenende.
Im Bereich der Siedlung Berndorf bei Kilometer 2,0 wurde ein öffentlicher Weg unterfahren. Mit zwei je 13,75 m langen Stahlbrücken wurde der Fluss bei Kilometer 7,8 und 11,5 überquert. In Arndorf (km 3,6) und St. Katharein-Untertal (km 10,4) war je eine Betriebsausweiche mit einer nutzbaren Länge von 200 m vorhanden. Der Streckenendpunkt befand sich in Kilometer 15,4 in der Werksanlage des Magnesitwerkes in Oberdorf. Der kleinste Kurvenradius der Schleppbahn betrug 50 m und die größte Steigung 33 Promille, die Streckenhöchstgeschwindigkeit war mit 15 km/h festgesetzt. Insgesamt besaß die gesamte Bahnanlage 14 Weichen, die Betriebsführung erfolgte über einen Streckenblock mit telefonischer Zugmeldung.

## Fahrzeuge
| Art/Betriebsnummer | Anzahl | Hersteller      | Fabriknummer | Baujahr | Bauart | Leistung     | Anmerkungen |
| ------------------ | ------ | --------------- | ------------ | ------- | ------ | ------------ | --- |
| Dampflokomotive    | 4      | O&K             | 7911–7914    | 1919    | B-n2t  | 50 PS        | Bauzuglokomotiven, nach Lieferung der zweiten Streckenlok 1920 an Feistritztaler Bergbau AG für Birkfeld–Ratten verkauft |
| Dampflokomotive    | 1      | O&K             | 8760         | 1919    | C-n2t  | 50 PS        | Streckenlokomotive |
| Dampflokomotive    | 1      | O&K             | 9079         | 1920    | C-n2t  | 70 PS        | Streckenlokomotive, bis zur Einstellung der Bahn als Reserve und für Schneeräumfahrten im Einsatz                        |
| Motorlokomotive M1 | 1      | Simmering/Gebus | 100/1928     | 1928    | Bo’Bo’ | 70 PS/140 PS | ursprünglich benzinelektrischer Antrieb System Gebus, später VOMAG-Dieselmotor und Umbau auf Flüssiggas-Betrieb (1942)   |
| Motorlokomotive M2 | 1      | Gebus           | 429/1939     | 1939    | Bo’Bo’ | 120 PS       | ursprünglich Deutz-Dieselmotor A6M517                                                                                    |

Die Motorlok M2 wurde nach der Betriebseinstellung von der Zillertalbahn erworben und als D7 im Rangier- und Bauzugsdienst verwendet. Sie befindet sich heute bei der Stainzerbahn.

### Güterwagen
- 25 vierachsige Kastenwaqen mit 10 t Nutzlast und 4,2 t Eigengewicht
- 2 vierachsige Kastenwagen mit 5 t Nutzlast und 3,7 t Eigengewicht
- 1 gedeckter vierachsiger Kastenwagen mit 5 t Nutzlast und 3,7 t Eigengewicht
- 13 Doppeltrucks mit einem gebremsten Fahrgestell und je 1,7 t Eigengewicht (4 Exemplare mit gefederten Achsen, 9 mit ungefederten) für den Langholztransport
- 1 geschlossener Dienstwagen für Betriebshilfsmitlel mit 1,8 t Eigengewicht
- 10 zweiachsige Kippwagen
- 2 zweiachsige Bahnwagen, ungefedert, mit Handbremse
- 1 zweiachsiger Spritzwagen zur Unkrautbekämpfung

Die Güterwagen wurden nach der Betriebseinstellung an die Zillertalbahn und die Höllentalbahn verkauft, einige existieren noch heute.